# Diplazium turubalense
Diplazium turubalense är en majbräkenväxtart som beskrevs av Eduard Rosenstock.
Diplazium turubalense ingår i släktet Diplazium och familjen Athyriaceae. Inga underarter finns listade i Catalogue of Life.